# Auto-régression simultanée
Le Modèle d’Auto-régression simultanée (« Simultaneous AutoRegressive Model » ou « SAR ») est une généralisation du modèle de régression linéaire défini pour tenir compte de l'autocorrélation spatiale dans les problèmes de classification et de régression spatiale,. Alors que dans la régression classique il est présupposé que le phénomène est stationnaire dans l'espace étudié, dès que l'analyste géographe détecte une dépendance entre l'observation effectuée et le lieu géographique, il doit employer un modèle non stationnaire tels que SAR, CAR ou GWR.

## Description
Ce modèle prend la forme suivante :
où {\displaystyle \rho } et {\displaystyle \lambda } sont des coefficients d’auto-régression, {\displaystyle W_{1}} et {\displaystyle W_{2}} sont les matrices de poids spatiaux, x les variables explicatives, y la variable expliquée, {\displaystyle \epsilon } et {\displaystyle u} représentent les erreurs.
Selon que les paramètres {\displaystyle \rho } et {\displaystyle \lambda } sont nuls ou non le modèle peut prendre les quatre formes suivantes : 
- le modèle de régression linéaire

{\displaystyle y=x\beta +\epsilon }
- le modèle de décalage spatial (« spatial lag model »), où la dépendance spatiale est portée par la variable réponse et apparait dans le modèle comme une variable explicative supplémentaire

{\displaystyle y=\rho Wy+x\beta +\epsilon }
- le modèle d'erreur spatiale (« spatial error model »), où la dépendance spatiale est portée par la perturbation

{\displaystyle y=x\beta +\lambda W\epsilon +u}
- et le modèle général, rarement utilisé[1]

{\displaystyle y=\rho W_{1}y+x\beta +\lambda W_{2}\epsilon +u}

## Utilisation
On l'utilise ces modèles dans la fouille de données spatiales. Le modèle de décalage spatial est utilisé lorsque l'analyste suppose que le phénomène à analyser est influencé directement par le voisinage immédiat. L'analyste utilise le modèle d'erreur spatiale lorsque la dépendance est présente et identifié dans les résidus.
L'estimation des coefficients du modèle est en général effectuée à l'aide de la méthode du maximum de vraisemblance, bien qu'extrêmement consommatrice de ressource machine.